# François-Philippe von der Leyen
 (septembre 2022).

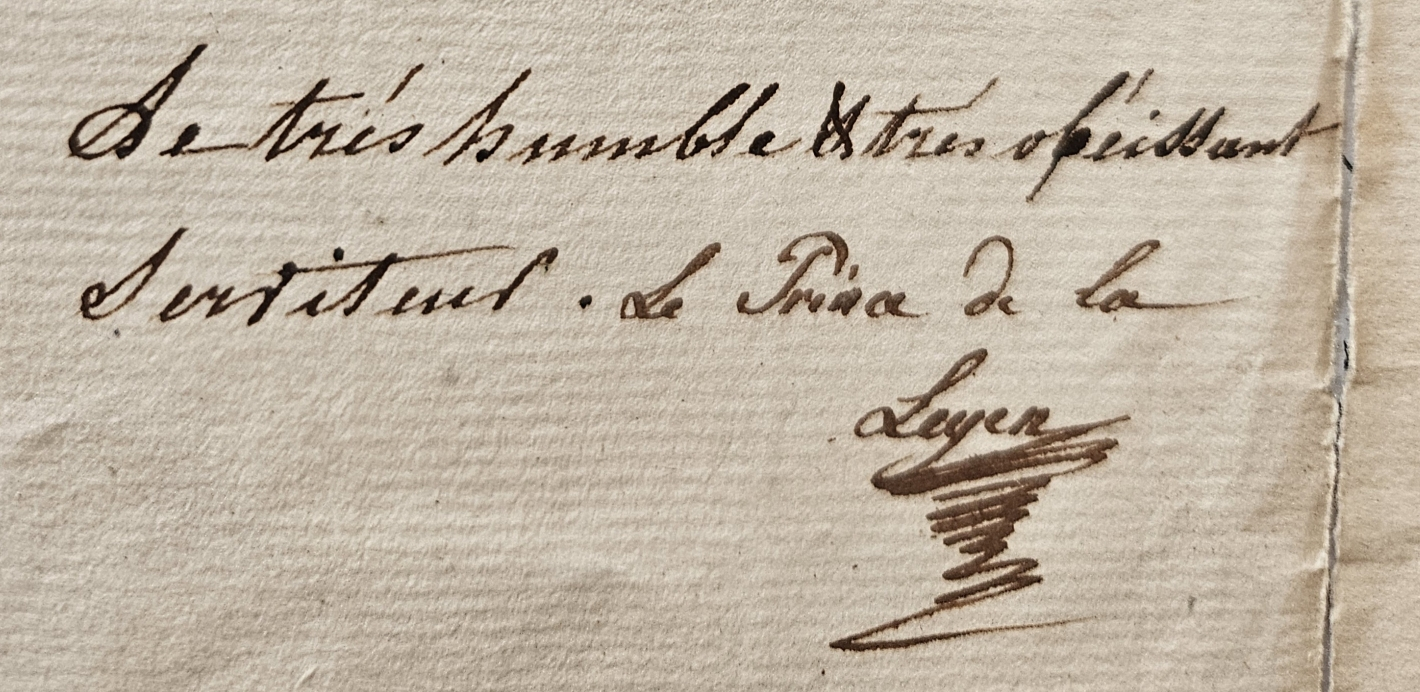
Signature de François-Philippe von der Leyen dans une lettre adressée à Napoléon Bonaparte

François-Philippe, prince de la Leyen, en allemand Philipp Franz Wilhelm Ignaz Reichsgraf und Fürst von der Leyen und zu Hohengeroldseck (1er août 1766 † 23 novembre 1829) est le premier prince de la maison von der Leyen. 

## Biographie
Il reçoit le titre de prince le 12 juillet 1806. De 1806 à 1829, il est souverain de la Principauté de von der Leyen au sein de la confédération du Rhin puis de la Confédération germanique.
Il est le fils du comte impérial Franz Karl von der Leyen et de son épouse Marianne von Dalberg (de).
À son arrivée dans la confédération du Rhin en 1806, il fut créé Fürst (prince souverain) von der Leyen et le comté de Hohengeroldseck devint la principauté de la Leyen. Le frère de sa mère était Charles-Théodore de Dalberg, prince-primat de la confédération du Rhin et grand-duc de Francfort. C'est grâce aux bonnes relations de celui avec l'empereur Napoléon Ier qu'il a récupéré ses possessions autour de Gondorf le 10 mai 1804 par décret personnel de l'Empereur. Comme ils se trouvaient sur la rive gauche du Rhin ils furent confisqués par la France en 1794. En 1806, le comte tenta d'obtenir le produit financier de l'Eichsfeld que son oncle, électeur de Mayence, avait dû céder à la Prusse. En 1807, von der Leyen essaya à nouveau à Paris d'obtenir au moins Erfurt et des parties de l'ancien comté de Hanau au lieu d'Eichsfeld. Napoléon se serait plaint à Dalberg de "l'insatiation" du prince, mais il lui alloua 200 000 francs en 1808 à l'occasion de l'entrevue d'Erfurt. Après la chute de de Napoléon, le congrès de Vienne a retiré la souveraineté de von der Leyen et a placé le comté de Hohengeroldseck sous la souveraineté des Habsbourg et en 1819 il fut médiatisés au profit du grand-duché de Bade. 
Avec sa femme Sophie Thérèse, comtesse de Schönborn-Buchheim, il a eu deux enfants : la princesse Amalie et le prince Erwein Ier. 
La princesse Sophie Thérèse meurt à Paris le 4 juillet 1810 dans un incendie lors d'un bal à l'ambassade d'Autriche à Paris, l'hôtel de Montesson, que l'ambassadeur d'Autriche, le prince Charles Philippe de Schwarzenberg, a donné peu après le mariage de Napoléon Ier avec Marie-Louise d'Autriche en leur honneur et en leur présence.